# Parametry fali powodziowej
Parametry fali powodziowej, to pewne wielkości, charakteryzujące falę powodziową: 
- podstawa fali – stan wody od którego obserwuje się gwałtowne podniesienie się zwierciadła wody
- elewacja fali – różnica między kulminacją fali a jej podstawą
- długość fali – okres między początkiem a końcem wezbrania
- prędkość przemieszczania się fali – czas przejścia kulminacji fali na określonej długości rzeki
- kulminacja fali – najwyższy stan jaki nastąpił przy przejściu fali powodziowej